# Aradus kormilevi
Aradus kormilevi är en insektsart som beskrevs av Ernst Heiss 1980. Aradus kormilevi ingår i släktet Aradus och familjen barkskinnbaggar. Inga underarter finns listade i Catalogue of Life.